# كريستيان سامويل وايس
كريستيان سامويل وايس (بالألمانية: Christian Samuel Weiss)‏ (و. 1780 – 1856 م) هو فيزيائي، وأستاذ جامعي من الإمبراطورية الرومانية المقدسة . ولد في لايبزيغ .
وكان عضواً في الأكاديمية البروسية للعلوم .
توفي في خب ، عن عمر يناهز 76 عاماً.

## مناصب وهيئات
أدار جامعة لايبتزغ.

## جوائز
حصل على جوائز منها:
- وسام الاستحقاق للفنون والعلوم
- Pour le Mérite.